# Xã Center, Quận Stevens, Kansas
Xã Center (tiếng Anh: Center Township) là một xã thuộc quận Stevens, tiểu bang Kansas, Hoa Kỳ. Năm 2010, dân số của xã này là 4.396 người.